# 200 mètres féminin aux Jeux olympiques d'été de 1972 (athlétisme)
Navigation
Mexico 1968 Montréal 1976
L'épreuve du 200 mètres féminin aux Jeux olympiques de 1972 s'est déroulée du 4 au 7 septembre 1972 au Stade olympique de Munich, en République fédérale d'Allemagne.  Elle est remportée par l'Est-allemande Renate Stecher qui égale le record du monde en 22 s 4 (22 s 40 au chronométrage électronique).

## Faits marquants
36 concurrentes représentant 26 nations participent à l'épreuve.
La Taïwanaise Chi Cheng, qui en 1970 avait établi trois records du monde sur 200 mètres et sur 200 yards, s'était blessée en début de saison et n'était pas présente. La favorite était donc l'Est-allemande Renate Stecher, championne d'Europe en 1971 à Helsinki et invaincue sur 100 et 200 mètres en plus de 40 courses. Les autres prétendantes au podium étaient la Polonaise Irena Szewińska, 3e à Helsinki, et l'Australienne Raelene Boyle, victorieuse aux Jeux du Commonwealth de 1970.
Stecher est la seule à descendre sous les 23 s en séries ; Szewińska et Ellen Stropahl font de même en quart de finale. Le lendemain, les demi-finales sont remportées par les Est-allemandes (Stropahl en 22 s 93 dans la première, Stecher en 22 s 83 dans la seconde). En finale, Stecher passe aux 100 m en 11 s 3, devant Boyle en 11 s 4. Les deux sprinteuses sont à la lutte jusqu'au bout, mais la puissante Renate Stecher fait la différence et coupe la ligne avec un demi-mètre d'avance, en 22 s 4, record du monde égalé ; Boyle passe elle aussi sous l'ancien record olympique. Szewińska obtient le bronze, après l'argent en 1964 et l'or en 1968.

## Records avant compétition
Avant cette compétition, les records dans cette discipline étaient les suivants : 
| Record du monde  | Chi Cheng (TPE)       | 22 s 4 | Munich | 12 juillet 1970 |
| Record olympique | Irena Szewińska (POL) | 22 s 5 | Mexico | 18 octobre 1968 |

## Résultats

### Séries
Les 5 premières de chaque série et les 2 meilleurs temps se qualifient pour les quarts de finale.

### Quarts de finale
Les 4 premières de chaque série se qualifient pour les demi-finales.
| Rang | Athlète               | Pays               | Temps   | Notes |
| ---- | --------------------- | ------------------ | ------- | ----- |
| 1    | Irena Szewińska       | Pologne            | 22 s 79 | Q     |
| 2    | Nadezhda Besfamilnaya | Union soviétique   | 23 s 20 | Q     |
| 3    | Christina Heinich     | Allemagne de l'Est | 23 s 23 | Q     |
| 4    | Barbara Ferrell       | États-Unis         | 23 s 30 | Q     |
| 5    | Una Morris            | Jamaïque           | 23 s 62 |       |
| 6    | Marcia Trotman        | Barbade            | 24 s 00 |       |
| 7    | Amelita Alanes        | Philippines        | 24 s 98 |       |

| Rang | Athlète                     | Pays                 | Temps   | Notes |
| ---- | --------------------------- | -------------------- | ------- | ----- |
| 1    | Ellen Stropahl              | Allemagne de l'Est   | 22 s 93 | Q     |
| 2    | Alice Annum                 | Ghana                | 22 s 95 | Q     |
| 3    | Wilma van Gool-van den Berg | Pays-Bas             | 23 s 22 | Q     |
| 4    | Christiane Krause           | Allemagne de l'Ouest | 23 s 22 | Q     |
| 5    | Della Pascoe                | Grande-Bretagne      | 23 s 72 |       |
| 6    | Juana Mosquera              | Colombie             | 24 s 00 |       |
| 7    | María Luisa Vilca           | Pérou                | 24 s 48 |       |
| 8    | Rose Musani                 | Ouganda              | 25 s 28 |       |

| Rang | Athlète          | Pays               | Temps   | Notes |
| ---- | ---------------- | ------------------ | ------- | ----- |
| 1    | Renate Stecher   | Allemagne de l'Est | 23 s 31 | Q     |
| 2    | Rosie Allwood    | Jamaïque           | 23 s 33 | Q     |
| 3    | Sylviane Telliez | France             | 23 s 69 | Q     |
| 4    | Donna Murray     | Grande-Bretagne    | 23 s 69 | Q     |
| 5    | Pam Greene       | États-Unis         | 23 s 85 |       |
| 6    | Karoline Käfer   | Autriche           | 23 s 92 |       |
| 7    | Hannah Afriyie   | Ghana              | 24 s 47 |       |

| Rang | Athlète             | Pays                 | Temps   | Notes |
| ---- | ------------------- | -------------------- | ------- | ----- |
| 1    | Raelene Boyle       | Australie            | 23 s 06 | Q     |
| 2    | Annegret Kroniger   | Allemagne de l'Ouest | 23 s 14 | Q     |
| 3    | Jackie Thompson     | États-Unis           | 23 s 22 | Q     |
| 4    | Marina Sidorova     | Union soviétique     | 23 s 33 | Q     |
| 5    | Pirjo Wilmi         | Finlande             | 23 s 68 |       |
| 6    | Margaret Critchley  | Grande-Bretagne      | 24 s 05 |       |
| 7    | Carolina Rieuwpassa | Indonésie            | 25 s 03 |       |
| 8    | Helen Olaye         | Nigeria              | 25 s 09 |       |

### Demi-finales
Les 4 premières de chaque série se qualifient pour la finale.
| Rang | Athlète           | Pays                 | Temps   | Notes |
| ---- | ----------------- | -------------------- | ------- | ----- |
| 1    | Ellen Stropahl    | Allemagne de l'Est   | 22 s 90 | Q     |
| 2    | Raelene Boyle     | Australie            | 22 s 92 | Q     |
| 3    | Irena Szewińska   | Pologne              | 22 s 92 | Q     |
| 4    | Rosie Allwood     | Jamaïque             | 23 s 14 | Q     |
| 5    | Christiane Krause | Allemagne de l'Ouest | 23 s 17 |       |
| 6    | Jackie Thompson   | États-Unis           | 23 s 18 |       |
| 7    | Marina Sidorova   | Union soviétique     | 23 s 40 |       |

| Rang | Athlète               | Pays                 | Temps   | Notes |
| ---- | --------------------- | -------------------- | ------- | ----- |
| 1    | Renate Stecher        | Allemagne de l'Est   | 22 s 83 | Q     |
| 2    | Annegret Kroniger     | Allemagne de l'Ouest | 23 s 03 | Q     |
| 3    | Christina Heinich     | Allemagne de l'Est   | 23 s 28 | Q     |
| 4    | Alice Annum           | Ghana                | 23 s 30 | Q     |
| 5    | Nadezhda Besfamilnaya | Union soviétique     | 23 s 31 |       |
| 6    | Sylviane Telliez      | France               | 23 s 34 |       |
| 7    | Barbara Ferrell       | États-Unis           | 23 s 39 |       |
| 8    | Donna Murray          | Grande-Bretagne      | 24 s 03 |       |

### Finale
| Rang               | Athlète           | Pays                 | Temps   | Notes |
| ------------------ | ----------------- | -------------------- | ------- | ----- |
| Médaille d'or      | Renate Stecher    | Allemagne de l'Est   | 22 s 40 | =WR   |
| Médaille d'argent  | Raelene Boyle     | Australie            | 22 s 45 |       |
| Médaille de bronze | Irena Szewińska   | Pologne              | 22 s 74 |       |
| 4                  | Ellen Stropahl    | Allemagne de l'Est   | 22 s 75 |       |
| 5                  | Annegret Kroniger | Allemagne de l'Ouest | 22 s 89 |       |
| 5                  | Christina Heinich | Allemagne de l'Est   | 22 s 89 |       |
| 7                  | Alice Annum       | Ghana                | 22 s 99 |       |
| 8                  | Rosie Allwood     | Jamaïque             | 23 s 11 |       |

## Légende
Records et Performances
- AR : Record continental (area record)
- CR : Record des championnats (championship record)
- MR : Record du meeting (meet record)
- NR : Record national (national record)
- OR : Record olympique (olympic record)
- PR : Record paralympique (paralympic record)
- PB : Record personnel (personal best)
- SB : Meilleure performance personnelle de la saison (season's best)
- WL : Meilleure performance mondiale de l'année (world leader)
- WJR : Record du monde junior (world junior record)
- WR : Record du monde (world record)

Circonstances et Conditions
- DNF : N'a pas terminé (did not finish)
- DNS : N'a pas pris le départ (did not start)
- DQ : Disqualification (disqualification)
- NM : Aucun essai valable enregistré (No Mark)
- Q : Qualifié « directement » au prochain tour (ou à la prochaine compétition), lors d'une compétition majeure, grâce au classement ou à la réalisation des minima (automatic qualifier)
- q : Qualifié au prochain tour (ou à la prochaine compétition), lors d'une compétition majeure, grâce au repêchage ou à la réalisation de l'une des meilleures performances parmi celles des « non qualifiés directement » (grâce au meilleur temps ou à la meilleure distance par exemple) (secondary qualifier)